# История Сахалина

## До XX века
Археологические находки свидетельствуют о том, что люди могли появляться на Сахалине в эпоху раннего палеолита, примерно 250—300 тыс. лет назад. В эпоху плейстоцена, в результате периодических оледенений, уровень Мирового океана несколько раз понижался и появлялись сухопутные «мосты» между Сахалином и материком, а также Сахалином, Хоккайдо и Кунаширом. В период позднего плейстоцена на Сахалин проник Homo sapiens: стоянки современного человека, возрастом 20—12 тыс. лет, обнаружены в южной и средней частях острова (тогда же по ещё одному сухопутному «мосту» между Азией и Америкой, располагавшемуся на месте современного Берингова пролива, Homo sapiens перешёл на американский континент). В неолите (10—2,5 тыс. лет назад) вся территория острова Сахалин оказалась заселённой. Рыболовство и охота на морского зверя составляли основу материальной культуры людей того времени, которые вели оседлый образ жизни по морскому побережью.
Предки современных палеоазиатских народов — нивхов (на севере острова) и айнов (на юге) — появились на острове в период средневековья. При этом нивхи мигрировали между Сахалином и нижним Амуром, а айны — между Сахалином и Хоккайдо. Материальная культура их была во многом схожа, а средства к существованию доставлялись рыболовством, охотой и собирательством. В конце средневековья (в XVI—XVII вв.) на Сахалин мигрировали с материка тунгусоязычные народы — эвенки (кочевники-оленеводы) и ороки (уильта), которые под влиянием эвенков также стали заниматься оленеводством.
В середине XVII века на Сахалине появились первые экспедиции русских казаков, и примерно же в это время на остров прибывают и экспедиции японцев.
Южное побережье Сахалина было частично исследовано в ходе японских экспедиций 1635—37 гг. на Хоккайдо и Сахалин. В 1643 году после посещения Курильских островов голландский мореплаватель Мартин де Фриз проплывал вдоль восточного побережья Сахалина. По одной из версий, первые упоминания о Сахалине как о большой земле, расположенной к востоку от устья Амура и населённой «волосатыми людьми», в России относятся к 1640 году, когда при возвращении из экспедиции по Приамурью Василий Поярков узнал эти сведения от местных жителей в устье Амура.
В 1805 году российское судно «Надежда» под командованием И. Ф. Крузенштерна исследовало большую часть побережья Сахалина, однако обойти Сахалин кругом не удалось, и вопрос о том, является ли Сахалин островом или полуостровом, оставался нерешённым.
В статье «Курилы» А. С. Полонского сообщается о первом русско-японском конфликте за Сахалин:
6 октября 1806 года Хвостов напал на остров Сахалин и изгнал с него японцев, поселившихся за семь лет перед тем в губе Анива для промысла рыбы, сжёг магазин и все фактории, и обласкав природных жителей, добродушных айнов, с которыми японцы поступали наижесточайшим образом, очистил остров для русских.
В 1808 году японские экспедиции, которые возглавляли Дэндзюро Мацуда и Риндзо Мамия, доказали, что Сахалин является островом. Долгое время на разных картах Сахалин обозначали либо островом, либо полуостровом. Только в 1849 году экспедиция под командованием Г. И. Невельского поставила окончательную точку в этом вопросе, пройдя на военно-транспортном корабле «Байкал» между Сахалином и материком. Этот пролив впоследствии был назван в честь Невельского.
До середины XIX века Сахалин был населён преимущественно племенами айнов, а на севере племенами нивхов. 
В 1853 году на острове было основано первое русское поселение Муравьёвский пост.
В 1855 году, в условиях Крымской войны, между Российской и Японской империями был заключён Симодский трактат, согласно которому Сахалин был признан их совместным нераздельным владением. Неясность такого статуса была очевидна для обеих сторон, и по Санкт-Петербургскому договору 1875 года Россия получила в собственность остров Сахалин, взамен передавая Японии свою часть Курильских островов (Северные и Средние Курилы, а также южнокурильский остров Уруп, ранее входившие в состав Российской империи). 18 апреля 1869 года Александр II утвердил «Положение Комитета об устройстве каторжных работ». Документ официально определил Сахалин как место каторги и ссылки. Именно эту дату принято считать официальным началом сахалинской каторги, «прославившей» остров в России и за её пределами на долгие годы. Закон от 23 мая (4 июня) 1875 года положил начало сахалинской ссылке и каторге, и в 1876 году в посту Дуэ была основана первая каторжная тюрьма.
В 1890 году на Сахалин приехал на службу вятский архитектор Иван Аполлонович Чарушин, работавший в подчинении начальника острова генерала Владимира Осиповича Кононовича до 1893 года. До приезда Чарушина на острове не было ни одного каменного здания, а все строительные материалы завозились из европейской части России. По инициативе Чарушина на Сахалине был построен первый кирпичный завод и начато производство местного цемента, что существенно повлияло на застройку острова. В 1891 году он выполнил проект Покровской церкви в Александровске, а также проекты церквей в сёлах Новомихайловском, Деринском и Раковском. Наиболее значимой постройкой Чарушина в Александровске называют комплекс морских причалов для погрузки добывавшегося каторжными угля в суда.
На Южном Сахалине, до того как тот стал губернаторством Карафуто, язык айну использовался в качестве языка межэтнического общения: «инородцы» Сахалина, как отмечено в Сахалинском календаре за 1898 год, «хорошо владеют и айнским, который является на острове общеразговорным для всех почти инородческих племён, между собою, с местной администрацией и японскими рыбопромышленниками».
- Русская карта 1852 года. Сахалин указан как полуостров
- Карта острова Сахалин, 1885 год. Редактор Большев.
- Карта Сахалинской области в 1913 году (разными цветами обозначены Александровский и Тымовский участки).

## XX век
7 июля 1905 года 13-я японская пехотная дивизия высадилась в небольшом поселении Мерей (в 20 км от порта Корсаков), а уже 1 августа было объявлено об учреждении военного японского правительства. Русско-японскую войну часто характеризуют как последнюю «джентльменскую» войну в истории человечества, когда обе стороны в целом гуманно относились к военнопленным. Однако японский историк Амано Наоки отмечает на Сахалине массовые случаи расстрелов русских солдат из числа добровольцев и гражданского населения. Причину он видит в том, что японцы «старались сделать остров „необитаемым“, чтобы безопасно управлять оккупированной территорией».
После поражения Российской империи в Русско-японской войне 1904—1905 годов и подписания Портсмутского мирного договора, Японская империя получила Южный Сахалин (часть острова к югу от 50-й параллели).
Япония приняла активное участие в репатриации русского населения с острова, взяв на себя финансовые обязательства по организации переезда каторжников, крестьян и бывших ссыльнопоселенцев. С конца августа до начала сентября в залив де Кастри было доставлено 3962 чел. с Южного Сахалина и 2758 чел. — с Северного. В результате в декабре 1905 г. в северной части острова проживали 5487 чел. (за исключением аборигенного населения), и только 500 русских оставались на юге, причём больше половины из них уехали уже в 1906 году.
13 марта 1908 года Сахалин был открыт подданным Японской империи для свободного заселения.
После революции 1917 года, и последовавшей за ней Гражданской войны и иностранной военной интервенции в России (в том числе в Сибири и на Дальнем Востоке), ранее принадлежавший Российской империи Северный Сахалин вошёл в состав образованной 6 апреля 1920 года Дальневосточной республики.
21 апреля 1920 года, то есть с момента высадки японского десанта в районе Александровска, Северный Сахалин был оккупирован Японской империей, деятельность которой на Северном Сахалине характеризуется в частности следующими примерами:
1. Сразу же после оккупации было введено японское военно-гражданское управление и объявлено, что русские законы не имеют более никакой силы.
2. Все учреждения были обязаны передать свои дела японской администрации.
3. Было введено обязательное для всех празднование Дня рождения японского императора.
4. Населённые пункты и даже улицы были переименованы и получили японские названия.

После напряжённых переговоров между СССР и Японской империей 20 января 1925 года был подписан Пекинский договор, восстановивший дипломатические отношения между странами и означавший признание Советской России де-юре. Япония обязалась до 15 мая освободить оккупированную территорию Северного Сахалина.
Исполнение договора было поручено полномочной комиссии во главе с агентом Наркомата иностранных дел СССР В. Я. Аболтиным. В неё вошли сотрудники ОГПУ, Наркомата иностранных дел и Реввоенсовета Северного Сахалина. В феврале они прибыли в Хабаровск, откуда на десяти санях-розвальнях, трое из которых были оборудованы наскоро сколоченными кибитками для защиты от ветра, на собачьих упряжках отправились на остров. Все члены комиссии были одеты в купленные на месте кухлянки и торбаза. 28 февраля комиссия покинула Хабаровск, а 21 марта в Александровске-Сахалинском в присутствии японского командования было проведено первое заседание группы по передаче Северного Сахалина.
Поскольку японцы восприняли итоги пекинских переговоров как несправедливые, комиссия готовилась к возможным провокациям. Как вспоминал В. Я. Аболтин, от советской делегации требовались не только твёрдость в исполнении поручения правительства, но и дипломатическая гибкость. Глава делегации девять раз встречался с японским послом и смог установить более или менее товарищеские отношения с японским командованием, которое под разными предлогами и различными способами пыталось закрепить за собой оккупированную территорию. В результате совместной работы советской комиссии и японских представителей, которые 6 раз встречались для переговоров, 1 мая было подписано итоговое соглашение об окончании японской оккупации Северного Сахалина. 14 мая 1925 года последний японский военный покинул Северный Сахалин. Японские концессии добывали нефть до 1944 года (договор по некоторым месторождениям был до 1965—1975 гг.).
Владимир Аболтин затем возглавил советскую администрацию Северного Сахалина, которая учредила газету «Советский Сахалин». Её также редактировал Аболтин.
В результате победы над Японской империей в ходе Второй мировой войны в состав Советского Союза (РСФСР) была включена вся территория острова Сахалин (а также все Курильские острова). Согласно Сан-Францисскому мирному договору 1951 года Япония отказалась от «всех прав, правооснований и претензий на Курильские острова и на ту часть острова Сахалин, и прилегающих к нему островов, суверенитет над которыми Япония приобрела по Портсмутскому договору от 5 сентября 1905 года» (при этом Сан-Францисский мирный договор не был подписан представителями СССР, Чехословакии и Польши).
Современный столичный город Южно-Сахалинск был основан в составе Российской империи в 1882 году под названием Владимировка. После победы СССР и его союзников во Второй мировой войне он вместе со всем островом перешёл к СССР.